# Филарет Милостиви
Филарет Милостиви (702—792) је био византијски православни светитељ. Живео је у Малој Азији, у покрајини Пафлагонији.
Читаво живот провео је у смирењу и жртвовању за ближње. Његова кућа је опљачкана током једног од арапско-византијских ратова. Упркос томе, остатак свога богатства - стоку и имање, дао је сиромашним комшијама, који су претрпели више него он сам. Тиме је изазивао огорчење своје супруге и деце, али им је увек одговарао да ће давалац бити награђен стоструко. Као резултат тога, његови пријатељи почели су да му шаљу помоћ: његов пријатељ цариник му је послао четрдесет врећа жита, а становници околних села поклонили су му овце.
Филарет је постао шире познат у народу када је царица Ирина, свог сина Константина VI оженила његовом унуком Маријом.
Православна црква прославља светог Филарета Милостивог 1. децембра по јулијанском календару.